# Ігметовська сільська рада
Ігме́товська сільська рада (рос. Игметовский сельский совет) — муніципальне утворення у складі Ілішевського району Башкортостану, Росія. Адміністративний центр — село Ігметово.
Станом на 2002 рік існували Верхньоманчаровська сільська рада (села Буляк, Верхньоманчарово) та Ігметовська сільська рада (села Абдуллино, Ігметово, Крещенка).

## Населення
Населення — 975 осіб (2019, 1125 у 2010, 1264 у 2002).

## Склад
До складу поселення входять такі населені пункти:
| Населений пункт        | Населення, осіб (2002) | Населення, осіб (2010) |
| ---------------------- | ---------------------- | ---------------------- |
| Абдуллино, присілок    | 326                    | 285                    |
| Буляк, село            | 23                     | 20                     |
| Верхньоманчарово, село | 575                    | 524                    |
| Ігметово, село         | 340                    | 296                    |
| Крещенка, присілок     | 0                      | -                      |